# Tuyến Sawankhalok
Tuyến Sawankhalok là một tuyến đường sắt nhánh tách từ Tuyến Chiang Mai chính tại nút giao Ban Dara, và kết thúc tại Sawankhalok. Có 3 nhà ga trên tuyến này: nút giao Ban Dara, Khlong Maphlap, Sawankhalok.

## Lịch sử

### Timeline
| No. | Đoạn                          | Năm mở cửa |
| --- | ----------------------------- | ---------- |
| 1   | Nút giao Ban Dara–Sawankhalok | 1910       |

## Dịch vụ
| Tàu số | Loại              | Ga cuối      | Ga cuối     |
| ------ | ----------------- | ------------ | ----------- |
| 3      | Tốc hành giới hạn | Hua Lamphong | Sawankhalok |

## Ga
| Tên tiếng Anh           | Tiếng Thái | Mã   | Khoảng cách bằng km | Loại | Tiếng Thái viết tắt | Ghi chú  | Vị trí    |
| ----------------------- | ---------- | ---- | ------------------- | ---- | ------------------- | -------- | --------- |
| Ban Dara                | บ้านดารา    | 1137 | 458.31              | 3    | ดร.                 |          | Uttaradit |
| Khlong Lamung           | คลองละมุง   | 1138 | 466,32              | Halt |                     | Đóng cửa | Uttaradit |
| Khlong Maphlap          | คลองมะพลับ  | 1139 | 470,27              | 3    | มป.                 |          | Sukhothai |
| Wat Khlong Pu           | วัดคลองปู    | 1140 | 474,96              | Halt |                     | Đóng cửa | Sukhothai |
| Khlong Yang             | คลองยาง    | 1141 | 479,03              | Halt |                     | Đóng cửa | Sukhothai |
| Nong Riang (Nong Wiang) | หนองเรียง   | 1142 | 483,08              | Halt |                     | Đóng cửa | Sukhothai |
| Sawankhalok             | สวรรคโลก   | 1143 | 487,14              | 3    | สว.                 |          | Sukhothai |